# Herman Donners
Herman Donners (Antuérpia, 5 de agosto de 1888 - 14 de maio de 1915) foi um jogador de polo aquático e oficial belga, medalhista olímpico.
Herman Donners fez parte do elenco medalha de prata de Londres 1908 e Estocolmo 1912.